# .app
.app ist eine Top-Level-Domain, die im Zuge der neuen Top-Level-Domains eingeführt wurde.
Die Top-Level-Domain .app war die am stärksten beantragte der 2013 neu vergebenen TLDs. Sie befindet sich seit Februar 2015 im Besitz von Google. Google ersteigerte die Domain für 25 Millionen US-Dollar. Dies war der zur damaligen Zeit höchste Preis, welcher für eine TLD bei einer Versteigerung geboten und gezahlt wurde.
Google will die Top-Level-Domain (TLD) speziell für Apps und deren Bewerbung zulassen. Es gibt allerdings keine Pflicht, diese TLD nur für Apps zu verwenden. Eine Besonderheit der TLD ist, dass eine Verschlüsselung mit HTTPS zum Schutz der Nutzer verpflichtend ist. Die .app TLD ist die erste, die dies verpflichtend einführte.
.app gehört zu den beliebtesten der neu vergebenen TLDs. Stand Frühjahr 2023 gibt es etwa 600.000 Domains, welche die TLD nutzen.